# 齋藤飛鳥
齋藤 飛鳥（さいとう あすか、1998年〈平成10年〉8月10日 - ）は、日本のタレント、女優、ファッションモデルであり、女性アイドルグループ乃木坂46の元メンバー、『CUTiE』の元専属モデル、『sweet』のレギュラーモデルである。東京都葛飾区出身。乃木坂46合同会社所属。

## 来歴
1998年（平成10年）8月10日生まれ。
小学4年生の時、学校のダンス部員が踊っていた曲が気になって調べてみるとアイドルの曲で、それがきっかけでアイドルに励まされるようになり、自分もアイドルになりたいと思うようになった。小学4年生の時はお笑いクラブ、小学5年生の時はテニスクラブ、小学6年生の時は合奏クラブにそれぞれ所属し、ブラスバンドのティンパニを担当した。中学校では吹奏楽部に所属し、サックス、バスクラリネットを担当した。中学校の友達に教えられ、母親や知人の勧めでオーディションに応募し、オーディションでは西野カナの「if」を歌った。

### 乃木坂46
2011年（平成23年）8月21日、乃木坂46の1期生オーディションに合格。合格後の夏に吹奏楽部を退部する。
2012年（平成24年）2月22日、1stシングル『ぐるぐるカーテン』でCDデビュー。同年8月22日発売の3rdシングル『走れ!Bicycle』のカップリング曲「海流の島よ」では、初めてセンターを務めた。
2015年（平成27年）1月10日発売のファッション誌『CUTiE』2月号で自身初の単独表紙に抜擢され、翌月から同誌の専属モデルに起用される。同年7月21日、メンバーの北野日奈子・斉藤優里とともにANNA SUIの2015年秋冬アジア圏ビジュアルモデルに抜擢された。『CUTiE』が2015年9月号をもって休刊するのに伴い、同じ宝島社のファッション誌『sweet』のレギュラーモデルに起用され、2015年11月号から紙面に登場するとともに「乃木坂46齋藤飛鳥のFASHION BUZZ」の連載を開始した。同年10月28日発売の13thシングル『今、話したい誰かがいる』で初の「十福神」に選ばれた。
2016年（平成28年）4月2日、ラジオ『POP OF THE WORLD』の「HARRY'S ENGLISH CLASS」のコーナーにレギュラー出演を開始、J-WAVEのナビゲーターとしては史上最年少、かつ女性アイドルグループのメンバーが務めるのは初めて。
同年6月6日、15thシングル『裸足でSummer』で初めてシングル表題曲のセンターを務めることが発表された。
同年7月4日放送開始のテレビドラマ『少女のみる夢』では初主演を務めた。同年10月8日には『GirlsAward 2016 AUTUMN/WINTER』で自身が監修したAnk Rougeの衣装を披露。
同年12月23日、1st写真集『潮騒』（幻冬舎）の発売を記念し、InstagramとTwitterを開設。翌年1月23日には755を開設した。
2017年（平成29年）1月25日、1st写真集『潮騒』を発売。週間推定売上5万8215部を記録したほか、同年2月6日付のオリコン週間ランキングのBOOK総合部門・写真集部門で1位となり、乃木坂46のメンバーとしての史上最高週間売上を記録し、女性ソロ写真集としても歴代2位の記録となった。発行部数は当初7万部を予定していたが、10万部を突破した。同年6月7日発売のMONDO GROSSOのアルバム『何度でも新しく生まれる』の収録曲「惑星タントラ」ではボーカルを担当。同年11月10日発売の19stシングル『いつかできるから今日できる』で、4作ぶり2度目となるセンターを同期の西野七瀬とともに務めた。
2018年（平成30年）8月8日発売の21stシングル『ジコチューで行こう!』で、6作ぶり3度目となるシングル表題曲の単独センターを務めた。
同年10月5日公開の映画『あの頃、君を追いかけた』でヒロイン役を務める。同作は台湾歴代興行収入1位の映画の日本リメイク版であることから、同年8月15日には台湾プロ野球「Lamigoモンキーズ」対「統一ライオンズ」戦で自身初の始球式を行った。同年12月9日放送のドキュメンタリー番組『情熱大陸』にメンバーで初出演。同月、1st写真集『潮騒』の累計発行部数が20万部を突破した。
2019年（平成31年 / 令和元年）1月24日（23日深夜）放送開始のテレビドラマ『ザンビ』で主演を務める。同年3月4日には『第5回カバーガール大賞』のエンタメ部門において2年連続受賞し、総合順位も3位となった。同年5月29日発売の23rdシングル『Sing Out!』で2作ぶり4度目となるシングル表題曲のセンターを務めた。
2021年（令和3年）2月4日に『WEIBO Account Festival in Japan 2020』が行われ、話題タレント賞を受賞。微博の個人アカウントを開設した。同年8月10日、公式Instagramを開設。画像が投稿される前にフォロワーが30万人を超えた。
2022年（令和4年）2月9日発売のMONDO GROSSOのアルバム『BIG WORLD』の収録曲「STRANGER［Vocal：齋藤飛鳥 (乃木坂46)］」ではボーカルを担当。
同年6月、『日経エンタテインメント!』の「タレントパワーランキング2022」において女性アイドル部門で前年と同じく3位となった。
同年9月17日から2023年2月12日まで開催されたアンディ・ウォーホル大回顧展「アンディ・ウォーホル・キョウト / ANDY WARHOL KYOTO」で、自身初となる展覧会オーディオガイドのナレーターを務めた。
同年11月4日、自身のブログにて、31stシングル『ここにはないもの』の活動をもって同グループを卒業することを発表した。同年12月7日発売の同シングルで8作ぶり5度目となるシングル表題曲のセンターを務める。同年12月31日、『第73回NHK紅白歌合戦』に出場し、乃木坂46として最後の音楽特番の歌唱を行い卒業した。
2023年（令和5年）5月17日・18日、東京ドームで卒業コンサートが開催された。同年6月30日、乃木坂46公式サイト内の公式ブログが閉鎖。

### 乃木坂46卒業後
2023年（令和5年）6月12日、齋藤飛鳥 OFFICIAL SITEを開設。
2025年（令和7年）1月21日、「第48回日本アカデミー賞」で新人俳優賞（『【推しの子】 -The Final Act-』）を受賞した。同年7月5日、日本テレビ系列で初の単独冠トークバラエティ番組『齋藤飛鳥の今夜は飲んで帰ろう』の放送が開始された。

## 人物
愛称は、あしゅ、あしゅりん、あす、あすか、飛鳥さん。名前に「鳥」の字を含む2人の兄がいることから、父親から「飛鳥」と名付けられた。本人は名字で呼ばれることが苦手で、仕事の現場では「飛鳥ちゃん」と呼ばれることを望んでいる。
父親が日本人、母親がミャンマー人のハーフで、母の祖国であるミャンマーに行ったことがある。8頭身で縦18センチ、頭回り50センチの小顔の持ち主で、アイドル界最小クラスといわれている。
ブログがやりにくいという理由で、ガラケーをiPhoneに買い替えたことがある。
誕生日が夏休み期間のため、小・中学校時代は友人に祝ってもらったことがなかった。
好きな食べ物はパフェ、イチゴ、卵かけご飯、ヨーグルト、お粥、コーヒー。好きなラーメンは味噌ラーメン。好きな映画は『アヒルと鴨のコインロッカー』。好きなゲームはマリオカート。アニメ『ラブライブ!』のキャラクターの中では西木野真姫が好き。好きなブランドはTOGA、COMME des GARCONS。好きな色はモノトーン、ピンク。
特技はドナルドダックのモノマネ、前転、コラージュ画像をつくること。保有資格は語彙・読解力検定3級。泳ぐことができない。

### 趣味
趣味は読書、ドラム。
読書については哲学、心理学に興味がある。読書が好きになったきっかけは、小学校高学年の頃に休み時間にひとりで図書室に通う習慣がついたからである。2016年のインタビューの際にお薦めの本を3冊選んだが、1冊目は一番好きな作家・貫井徳郎の『微笑む人』、2015年の別のインタビューでも貫井の『崩れる 結婚にまつわる八つの風景』『乱反射』をお薦めの本に挙げている。2冊目は舞城王太郎の『世界は密室でできている。』。3冊目はファンに教えてもらった伊坂幸太郎の『アヒルと鴨のコインロッカー』。また『砂の女』を初めて読んで安部公房が一番好きな貫井と一瞬で並んだと語っている。小説はファンタジーやコメディよりはミステリーやサスペンスを好み、最後の解説と自身の解釈を比較して読む。本を選ぶにあたって「基本的には人に薦められたものは読むようにしていて」、自分で選ぶ場合は本屋で「裏表紙のあらすじ」「帯に書いてある文章」「最初と最後のページ」を読んで決めている。
ドラムについてはライブで演奏することもあり、ギターにも興味がある。
映画は「男くさい感じの作品が結構好き」で、白石和彌監督の『凶悪』『孤狼の血』などが好みだという。

### 乃木坂46
結成時の最年少メンバー、乃木團のドラム、メガネ選抜、乃木坂読書選抜。2016年から2017年の一時期は次世代エースと称されることもあった。
同期の秋元真夏とは仲が良く、ファンからは「あすまな」の愛称で親しまれている。また1期生が齋藤、秋元の2人になったときに、秋元が1期生最後のメンバーとして卒業することを強く望んでいた。乃木坂工事中では自身最後のヒット祈願において、「やっぱり、1期生の最後を飾るのは我らがキャプテンでしょ。ファンの皆さん、召し上がれ。」と齋藤卒業後に唯一の1期生である秋元に対してメッセージを送っている。
メンバーを尊敬しており、橋本奈々未の考え方や冷静な判断力、白石麻衣のストイックで明るく綺麗なところを尊敬している。
齋藤飛鳥・斎藤ちはる・能條愛未の3名で「チームN」を結成していた。斎藤ちはるは、齋藤飛鳥をクールだが心優しいと評価している。中元日芽香とは7thシングル「バレッタ」でともに選抜入りした時から話をする機会が増えて仲良くなり、格差社会についてよく議論した。齋藤飛鳥・星野みなみのペアはファンから「あしゅみな」と呼ばれている。
『乃木坂って、どこ?』内でダンスの上手い「ダンス七福神」に選ばれている。樋口日奈は「振付を間違えているところを見たことがない」といい、和田まあやは「ダンスは冷静かつ癖がなく模範的である」という。好きな振付は「命は美しい」。好きなミュージック・ビデオは「世界で一番 孤独なLover」、「シャキイズム」、「水玉模様」。
「日本で一番ブログのタイトルが長いアイドル」を自称し、公式ブログのタイトルを220文字の文字数制限限界まで長くしている。

## 作品

### シングル
乃木坂46
- ぐるぐるカーテン（2012年2月22日、SRCL-7900/6） - EAN 4988009051567。
- 乃木坂の詩（2012年2月22日、SRCL-7900/1） - EAN 4988009051550。
- 会いたかったかもしれない（2012年2月22日、SRCL-7902/3） - EAN 4988009051567。
- 失いたくないから（2012年2月22日、SRCL-7904/5） - EAN 4988009051581。
- 白い雲にのって（2012年2月22日、SRCL-7906） - EAN 4988009051598。
- 狼に口笛を（2012年5月2日、SRCL-7970/1） - EAN 4988009052267。
- 涙がまだ悲しみだった頃（2012年8月22日、SRCL-8058/9） - EAN 4988009052861。
- 海流の島よ（2012年8月22日、SRCL-8064） - EAN 4988009052915。
- 制服のマネキン（2012年12月19日、SRCL-8201/8） - EAN 4988009056456。
- 指望遠鏡（2012年12月19日、SRCL-8201/8） - EAN 4988009056432。
- やさしさなら間に合ってる（2012年12月19日、SRCL-8201/2） - EAN 4988009056432。
- 13日の金曜日（2013年3月13日、SRCL-8255/6） - EAN 4988009080840。
- 扇風機（2013年7月3日、SRCL-8317/8） - EAN 4988009084732。
- 人間という楽器（2013年7月3日、SRCL-8321） - EAN 4988009084756。
- バレッタ（2013年11月27日、SRCL-8423/30） - EAN 4988009087887。
- 月の大きさ（2013年11月27日、SRCL-8423/30） - EAN 4988009087887。
- そんなバカな・・・（2013年11月27日、SRCL-8425/6） - EAN 4988009087894。
- 月の大きさ〜アニメ版〜（2013年11月27日、SRCL-8430） - EAN 4988009087924。
- 吐息のメソッド（2014年4月2日、SRCL-8520/1） - EAN 4988009092270。
- 生まれたままで（2014年4月2日、SRCL-8524/5） - EAN 4988009092300。
- ここにいる理由（2014年7月9日、SRCL-8567/8） - EAN 4988009094236。
- 私、起きる。（2014年10月8日、SRCL-8623/4） - EAN 4988009097268。
- あの日 僕は咄嗟に嘘をついた（2014年10月8日、SRCL-8625/6） - EAN 4988009097275。
- 命は美しい（2015年3月18日、SRCL-8780/6） - EAN 4988009104515。
- あらかじめ語られるロマンス（2015年3月18日、SRCL-8780/6） - EAN 4988009104515。
- 太陽ノック（2015年7月22日、SRCL-8840/6） - EAN 4988009110790。
- 制服を脱いでサヨナラを…（2015年7月22日、SRCL-8846） - EAN 4988009110813。
- 羽根の記憶（2015年7月22日、SRC7-6/7） - EAN 4988009110837。
- 今、話したい誰かがいる（2015年10月28日、SRCL-8910/6） - EAN 4988009116754。
- ポピパッパパー（2015年10月28日、SRCL-8910/1） - EAN 4988009116747。
- 悲しみの忘れ方（2015年10月28日、SRCL-8914/5） - EAN 4988009116761。
- ハルジオンが咲く頃（2016年3月23日、SRCL-9025/33） - EAN 4988009124896。
- 遥かなるブータン（2016年3月23日、SRCL-9025/33） - EAN 4988009124896。
- 裸足でSummer（2016年7月27日、SRCL-9138/44） - EAN 4988009130439。
- 僕だけの光（2016年7月27日、SRCL-9138/44） - EAN 4988009130439。
- サヨナラの意味（2016年11月9日、SRCL-9258/66） - EAN 4547366278866。
- 孤独な青空（2016年11月9日、SRCL-9258/66） - EAN 4547366278866。
- あの教室（2016年11月9日、SRCL-9258/9） - EAN 4547366278866。
- インフルエンサー（2017年3月22日、SRCL-9370/8） - EAN 4547366297515。
- Another Ghost（2017年3月22日、SRCL-9372/3） - EAN 4547366297522。
- 逃げ水（2017年8月9日、SRCL-9489/97） - EAN 4547366319156。
- 女は一人じゃ眠れない（2017年8月9日、SRCL-9489/97） - EAN 4547366319156。
- ひと夏の長さより…（2017年8月9日、SRCL-9489/90） - EAN 4547366319156。
- 泣いたっていいじゃないか?（2017年8月9日、SRCL-9497） - EAN 4547366319187。
- いつかできるから今日できる（2017年10月11日、SRCL-9572/80） - EAN 4547366330311。
- 不眠症（2017年10月11日、SRCL-9572/80） - EAN 4547366330311。
- シンクロニシティ（2018年4月25日、SRCL-9782/90） - EAN 4547366354140。
- Against（2018年4月25日、SRCL-9782/90） - EAN 4547366354140。
- ジコチューで行こう!（2018年8月8日、SRCL-9913/21） - EAN 4547366369465。
- 地球が丸いなら（2018年8月8日、SRCL-9919/20） - EAN 4547366369502。
- あんなに好きだったのに…（2018年8月8日、SRCL-9921） - EAN 4547366369496。
- 帰り道は遠回りしたくなる（2018年11月14日、SRCL-9974/82） - EAN 4547366382037。
- キャラバンは眠らない（2018年11月14日、SRCL-9974/82） - EAN 4547366382037。
- 知りたいこと（2018年11月14日、SRCL-9982） - EAN 4547366382068。
- Sing Out!（2019年5月29日、SRCL-11186/94） - EAN 4547366406672。
- のような存在（2019年5月29日、SRCL-11186/7） - EAN 4547366406672。
- 夜明けまで強がらなくてもいい（2019年9月4日、SRCL-11260/8） - EAN 4547366418569。
- 僕のこと、知ってる?（2019年9月4日、SRCL-11260/8） - EAN 4547366418569。
- 路面電車の街（2019年9月4日、SRCL-11260/1） - EAN 4547366418569。
- 僕の思い込み（2019年9月4日、SRCL-11268） - EAN 4547366418590。
- しあわせの保護色（2020年3月25日、SRCL-11460/8） - EAN 4547366444193。
- サヨナラ Stay with me（2020年3月25日、SRCL-11460/8） - EAN 4547366444193。
- ファンタスティック3色パン（2020年3月25日、SRCL-11468） - EAN 4547366444223。
- 世界中の隣人よ（2020年5月25日）[122]
- Route 246（2020年7月24日）[123]
- 僕は僕を好きになる（2021年1月27日、SRCL-11680/8） - EAN 4547366487244。
- 明日がある理由（2021年1月27日、SRCL-11680/8） - EAN 4547366487244。
- Wilderness world（2021年1月27日、SRCL-11680/1） - EAN 4547366487244。
- ごめんねFingers crossed（2021年6月9日、SRCL-11836/44） - EAN 4547366507270。
- 全部 夢のまま（2021年6月9日、SRCL-11836/44） - EAN 4547366507270。
- 君に叱られた（2021年9月22日、SRCL-11880/8） - EAN 4547366522303。
- 泥だらけ（2021年9月22日、SRCL-11886/7） - EAN 4547366522341。
- 他人のそら似（2021年9月22日、SRCL-11888） - EAN 4547366522334。
- 最後のTight Hug（2021年11月5日）[124]
- Actually...（2022年3月23日、SRCL-12100/8） - EAN 4547366549058。
- 深読み（2022年3月23日、SRCL-12100/8） - EAN 4547366549058。
- 好きになってみた（2022年3月23日、SRCL-12108） - EAN 4547366549089。
- 好きというのはロックだぜ!（2022年8月31日、SRCL-12210/8） - EAN 4547366571950。
- ここにはないもの（2022年12月7日、SRCL-12330/8） - EAN 4547366590166。
- これから（2022年12月7日、SRCL-12330/1） - EAN 4547366590166。

坂道AKB
- 誰のことを一番 愛してる?（2017年3月15日、KIZM-90481/2） - EAN 4988003500702。
- 国境のない時代（2018年3月14日、KIZM-90547/8） - EAN 4988003519797。

IZ4648
- 必然性（2019年3月13日、KIZM-90617/8） - EAN 4988003543938。

### アルバム
乃木坂46
- 透明な色（2015年1月7日、SRCL-8662/7） - EAN 4988009099934。
- それぞれの椅子（2016年5月25日、SRCL-9078/86） - EAN 4988009128597。
- 生まれてから初めて見た夢（2017年5月24日、SRCL-9437/44） - EAN 4547366307825。
- 僕だけの君〜Under Super Best〜（2018年1月10日、SRCL-9630/7） - EAN 4547366336214。
- 今が思い出になるまで（2019年4月17日、SRCL-11140/7） - EAN 4547366401325。
- Time flies（2021年12月15日、SRCL-12020/30） - EAN 4547366534184。

MONDO GROSSO
- 何度でも新しく生まれる
  - 惑星タントラ（2017年6月7日、CTCR-40387） - EAN 4945817403872。
- BIG WORLD
  - STRANGER［Vocal：齋藤飛鳥（乃木坂46）］（2022年2月9日、RZCB-87060/B） - EAN 4988064870608。

### 映像作品
- 齋藤飛鳥×フラッシュハリー（2012年2月22日） - EAN 4988009051567。
- 齋藤飛鳥×阿相クミコ、山田一仁（2012年5月2日） - EAN 4988009052243。
- AKB48 リクエストアワー セットリストベスト100 2012（2012年6月13日） - EAN 4580303210611。
- さばドル（2012年7月25日） - EAN 4534530055859。
- 齋藤飛鳥×廣池健二（2012年8月22日） - EAN 4988009052892。
- 齋藤飛鳥（2012年12月19日） - EAN 4988009056456。
- 齋藤飛鳥×萩生田宏治（2013年3月13日） - EAN 4988009080840。
- 16人のプリンシパル@PARCO劇場ダイジェスト（2013年7月3日） - EAN 4988009084725。
- 初夏の全力! 乃木坂46大運動会（2013年7月3日） - EAN 4988009084732。
- 齋藤飛鳥×戸塚富士丸（2013年11月27日） - EAN 4988009087894。
- 乃木坂46 1ST YEAR BIRTHDAY LIVE 2013.2.22 MAKUHARI MESSE（2014年2月5日） - EAN 4988009090900。
- NOGIBINGO!（2014年3月7日） - EAN 4988021109758。
- Creator's Etude 柳沢翔編（2014年4月2日） - EAN 4988009092294。
- 齋藤飛鳥×青山裕企（2014年7月9日） - EAN 4988009094229。
- NOGIBINGO!2（2014年9月12日） - EAN 4988021299015。
- 齋藤飛鳥（2014年10月8日） - EAN 4988009097268。
- 齋藤飛鳥&星野みなみ（2015年3月18日） - EAN 4988009104515。
- 第4回 AKB48紅白対抗歌合戦（2015年4月24日） - EAN 4580303213643。
- NOGIBINGO!3（2015年4月24日） - EAN 4988021729635。
- 乃木坂46 2ND YEAR BIRTHDAY LIVE 2014.2.22 YOKOHAMA ARENA（2015年6月17日） - EAN 4988009110134。
- 齋藤飛鳥&橋本奈々未（2015年7月22日） - EAN 4988009110790。
- NOGIBINGO!4（2015年10月16日） - EAN 4988021729734。
- 齋藤飛鳥（2015年10月28日） - EAN 4988009116754。
- 悲しみの忘れ方 Documentary of 乃木坂46（2015年11月18日） - EAN 4988104099327。
- 初森ベマーズ（2016年1月20日） - EAN 4988104099433。
- NOGIBINGO!5（2016年2月19日） - EAN 4988021729871。
- 齋藤飛鳥（2016年3月23日） - EAN 4988009124902。
- 乃木坂46 3rd YEAR BIRTHDAY LIVE 2015.2.22 SEIBU DOME（2016年7月6日） - EAN 4988009129518。
- NOGIBINGO!6（2016年9月30日） - EAN 4988021714662。
- 乃木坂46 4th YEAR BIRTHDAY LIVE 2016.8.28-30 JINGU STADIUM（2017年6月28日） - EAN 4547366310580。
- NOGIBINGO!7（2017年8月4日） - EAN 4988021146081。
- 乃木坂46 5th YEAR BIRTHDAY LIVE 2017.2.20-22 SAITAMA SUPER ARENA（2018年3月28日） - EAN 4547366344523。
- 乃木坂46 真夏の全国ツアー2017 FINAL! IN TOKYO DOME（2018年7月11日） - EAN 4547366363999。
- 舞台『あさひなぐ』（2018年9月19日） - EAN 4988104117779。
- NOGIBINGO!9（2018年10月19日） - EAN 4988021147392。
- 舞台「ザンビ」（2019年5月31日） - EAN 4988021158602。
- あの頃、君を追いかけた（2019年7月3日） - EAN 4517331051282。
- 乃木坂46 6th YEAR BIRTHDAY LIVE 2018.07.06-08 JINGU STADIUM&CHICHIBUNOMIYA RUGBY STADIUM（2019年7月3日） - EAN 4547366411270。
- ドラマ「ザンビ」（2019年8月2日） - EAN 4988021148474。
- NOGIBINGO!10（2019年10月25日） - EAN 4988021148757。
- いつのまにか、ここにいる Documentary of 乃木坂46（2019年12月25日） - EAN 4988104123695。
- 乃木坂46 7th YEAR BIRTHDAY LIVE 2019.2.21-24 KYOCERA DOME OSAKA（2020年2月5日） - EAN 4547366438956。
- 飛鳥工事中（2020年6月3日） - EAN 4547366453294。
- テレビドラマ『映像研には手を出すな!』（2020年9月16日） - EAN 4988104125774, EAN 4988104125781。
- 乃木坂46 8th YEAR BIRTHDAY LIVE 2020.2.21-24 NAGOYA DOME（2020年12月23日） - EAN 4547366482812。
- 映画『映像研には手を出すな!』（2021年3月3日） - EAN 4988104128584, EAN 4988104128577。
- NOGIZAKA46 Mai Shiraishi Graduation Concert 〜Always beside you〜（2021年3月10日） - EAN 4547366491104。
- 乃木坂46 9th YEAR BIRTHDAY LIVE 5DAYS（2022年6月8日） - EAN 4547366541441, EAN 4547366541465。
- 乃木坂46 真夏の全国ツアー2021 FINAL! IN TOKYO DOME（2022年11月16日） - EAN 4547366576009, EAN 4547366576016。
- 乃木坂46 10th YEAR BIRTHDAY LIVE（2023年2月22日） - EAN 4547366594324, EAN 4547366594447。
- さ〜ゆ〜Ready?さゆりんご軍団ライブ/松村沙友理 卒業コンサート（2023年4月26日）[125]
- 生田絵梨花 卒業コンサート（2023年4月26日）[125]
- サイド バイ サイド 隣にいる人（2023年10月4日） - EAN 4907953222618, EAN 4907953222625。
- NOGIZAKA46 ASUKA SAITO GRADUATION CONCERT（2023年10月25日） - EAN 4547366631012, EAN 4547366631098。
- いちばんすきな花（2024年6月14日） - EAN 4571519923853, EAN 4571519923860。
- 映画 マイホームヒーロー（2024年9月6日） - EAN 4571519928094。

## 出演

### 映画
- あの頃、君を追いかけた（2018年10月5日、キノフィルムズ）ヒロイン・早瀬真愛 役[49][50]
- 映像研には手を出すな!（2020年9月25日[126][注 4]、東宝映像事業部）主演・浅草みどり 役[128][129]
- サイド バイ サイド 隣にいる人（2023年4月14日、ハピネットファントム・スタジオ）莉子 役
- 映画 マイホームヒーロー（2024年3月8日、ワーナー・ブラザース映画）鳥栖零花 役[130][131]
- 【推しの子】-The Final Act-（2024年12月20日、東映）アイ 役[132][133]
- 父と僕の終わらない歌（2025年5月23日、ソニー・ピクチャーズ エンタテインメント）海野由梨 役[134]

### テレビドラマ
- 天てれドラマ 東京特許許可局 第20話（2014年10月27日、NHK Eテレ）アケミ 役[135]
- 少女のみる夢（2016年7月4日、テレビ朝日）主演・日高七海 役（星野みなみとのダブル主演）[136]
- ほんとにあった怖い話 夏の特別編2016「もう1人のエレベーター」（2016年8月20日、フジテレビ）宍戸貴美子 役[137]
- ザンビ（2019年1月24日 - 3月28日、日本テレビ）主演・山室楓 役[55][56]
- 乃木坂シネマズ〜STORY of 46〜 第1話「鳥、貴族」（2020年1月22日、フジテレビ）主演[138][注 5]
- 映像研には手を出すな!（2020年4月6日 - 5月11日、毎日放送 / 4月8日 - 5月13日、TBS）主演・浅草みどり 役[129]
- リモートで殺される（2020年7月26日、日本テレビ）田村由美子 役[140]
- いちばんすきな花（2023年10月12日 - 12月21日、フジテレビ）潮このみ 役[141]
- マイホームヒーロー（2023年10月25日 - 12月20日、毎日放送）鳥栖零花 役[130]
- ライオンの隠れ家（2024年10月11日 - 12月20日、TBS）牧村美央 役[142]
- 恋は闇 第1話・第5話 - 最終話（2025年4月16日・5月14日 - 6月18日、日本テレビ）設楽みくる 役[143][144]

### バラエティ
- Rの法則（2013年9月16日 - 2016年11月17日、NHK Eテレ）第4期・R'sナンバー：000070[93]
- 人気の秘密を考察!売れっ子ちゃん（2020年7月31日、TBS）アシスタントMC[145]
- NOと言わない!カレン食堂（2021年1月1日・5月15日、テレビ朝日）[146][147]
- ハマスカ放送部（2021年10月8日 - 、テレビ朝日）MC[148]
- Friday's EDGE 「齋藤飛鳥の今夜は飲んで帰ろう」（2025年7月5日 - 7月26日、日本テレビ）[149]

### その他のテレビ番組
- セブンルール（2018年1月9日、関西テレビ）[150]
- 情熱大陸（2018年12月9日、毎日放送）[53][151]
- アナザースカイ（日本テレビ）
  - （2019年3月8日）[152][153]
  - （2024年11月2日）[154]
- おしゃれイズム（2020年3月22日、日本テレビ）[155]
- M-1グランプリ2024 敗者復活戦（2024年12月22日、朝日放送テレビ）MC[注 6][156]

### 舞台
- じょしらく（2015年6月22日・25日 - 28日、AiiA 2.5 Theater Tokyo）暗落亭苦来 役[157][158]
- あさひなぐ（2017年5月20日 - 30日、東京：EX THEATER ROPPONGI / 6月2日 - 5日、大阪：森ノ宮ピロティホール / 6月9日 - 11日、名古屋：愛知県芸術劇場）主演・東島旭 役[159]

### ラジオ
- POP OF THE WORLD（2016年4月2日 - 2021年3月27日、J-WAVE）HARRY'S ENGLISH CLASS[31][160]

### CM
- タウンワーク 「雪国」編（2017年1月14日 - 、リクルートジョブズ）松本人志、中川大志と共演[161]
- スニッカーズ 「毒舌アイドル」篇（2017年10月2日 - 、マース ジャパン）[162]
- ニベア マシュマロケア ボディーシリーズ（2018年9月14日 - 、ニベア花王）[163]
- ユニリーバ「ラックス スーパーリッチシャイン ストレート＆ビューティー」（2018年10月15日 - 、ユニリーバ・ジャパン）[164]
- 第2回全国統一防災模試（2019年3月1日 - 11日、Yahoo! JAPAN）[165]
- フェットチーネグミ（ブルボン）北村匠海（DISH//）と共演
  - 「フェットチーネフェス！」篇（2021年3月2日 - ）[166]
  - 「#グミをくれる北村さんと齋藤さん」篇（2021年10月5日 - ）[167]
- WFS「ヘブンバーンズレッド」（2022年2月11日 - ）[168][169][170]
- トヨタ自動車「カローラクロス」（2023年10月19日 - ）[171]
- アサヒビール
  - 「クリアアサヒ」WebCM
    - 「飲みやすくておいしいクリアアサヒ」篇（2023年11月7日 - ）[172]
    - 「けっきょく...」篇（2023年11月7日 - ）[172]
    - 「これはまさに...」篇（2023年11月7日 - ）[172]

  - 「アサヒスタイルフリー〈生〉」バナナマンと共演
    - 「夏のさいとうあすかめし」篇（2024年7月29日 - ）[173]
    - 「チキンにはうまい糖質ゼロ」篇（2024年12月3日 - ）[174]
- マウスコンピューター（2023年11月 - 。乃木坂46メンバー時代にも出演している）[175]
- ソニー損保（2025年1月、小坂菜緒と共演）[176]

### ネット配信
- 乃木坂46・齋藤飛鳥ファースト写真集『潮騒』スペシャル!（2017年1月24日、SHOWROOM）[177]
- ファンタ坂学園と大合唱計画（2019年7月16日 - 9月14日、AbemaTV）MC[178]
- いちばんすきな花-みんなのほんね-「条件」（2023年11月23日 - 、TVer）主演・潮このみ 役[179]

### ウェブドラマ
- 【推しの子】（2024年11月28日 - 12月5日、Amazon Prime Video）アイ 役[180][181][132][133]
- 幸せカナコの殺し屋生活（2025年2月28日、DMM TV）動物たちの声[182]

### ミュージックビデオ
- 星野源「生命体」（2023年8月14日）[183]
- Vaundy「風神」（2024年11月2日）[動画 1]

### ファッションショー
- GirlsAward
  - GirlsAward 2015 SPRING/SUMMER（2015年4月29日、国立代々木競技場第一体育館）[184]
  - GirlsAward 2016 SPRING/SUMMER（2016年4月9日、国立代々木競技場第一体育館）[185]
  - GirlsAward 2016 AUTUMN/WINTER（2016年10月8日、国立代々木競技場第一体育館）[186]
  - マイナビ GirlsAward 2017 SPRING/SUMMER（2017年5月3日、国立代々木競技場第一体育館）[187]
  - Tokyo Virtual Runway Live by GirlsAward vol.1（2020年6月27日、ABEMA独占生配信）[188]
  - Rakuten GirlsAward 2023 AUTUMN/WINTER（2023年9月30日、幕張メッセ）[189]
  - Rakuten GirlsAward 2024 SPRING/SUMMER（2024年5月3日、国立代々木競技場第一体育館）[190]
- TOHOKU DREAM COLLECTION 2015（2015年9月26日、仙台サンプラザホール）[191]
- 東京ガールズコレクション
  - 東京ガールズコレクション 2016 SPRING/SUMMER（2016年3月19日、国立代々木競技場第一体育館）[192]
  - TGC KITAKYUSHU 2016（2016年10月9日、西日本総合展示場新館）[193]
  - 東京ガールズコレクション 2017 SPRING/SUMMER（2017年3月25日、国立代々木競技場第一体育館）[194]
  - 第28回 マイナビ 東京ガールズコレクション 2019 SPRING/SUMMER（2019年3月30日、横浜アリーナ）[195]
  - 第33回 マイナビ 東京ガールズコレクション 2021 AUTUMN/WINTER（2021年9月4日、オンライン）[196]
  - 第34回 マイナビ 東京ガールズコレクション 2022 SPRING/SUMMER（2022年3月21日、国立代々木競技場第一体育館）[197]
  - 第37回 マイナビ 東京ガールズコレクション 2023 AUTUMN／WINTER（2023年9月2日、さいたまスーパーアリーナ）[198][199]
  - 第38回 マイナビ 東京ガールズコレクション 2024 SPRING/SUMMER（2024年3月2日、国立代々木競技場第一体育館）[200]
- ASIA FASHION AWARD 2016 in TAIPEI（2016年12月10日、W Taipei）[201]

### イベント
- 台湾プロ野球 「Lamigoモンキーズ」対「統一ライオンズ」 始球式（2018年8月15日〈現地時間〉、桃園国際野球場〈台湾〉）[51]
- 創刊20周年記念イベント「sweet collection 2019」（2019年4月13日、渋谷ヒカリエ）[202]
- 春はあけぼの、夏は夜、秋は夕暮れ、冬はつとめて・・・ IT'S SHOW TIME（2021年12月16日、EX THEATER ROPPONGI）[203]
- アンディ・ウォーホル・キョウト / ANDY WARHOL KYOTO（2022年9月17日 - 2023年2月12日、京都市京セラ美術館）展覧会オーディオガイドのナレーター[63]

## 書籍

### 写真集
- 季刊 乃木坂 vol.3 涼秋（2014年9月4日、東京ニュース通信社）[204]
- 潮騒（2017年1月25日、幻冬舎）[205]
- ミュージアム（2023年5月23日、講談社）[206]

### 雑誌連載
- CUTiE（2015年1月10日 - 8月11日、宝島社）専属モデル[7][10]
- sweet（2015年10月10日 - 、宝島社）レギュラーモデル[8]
  - 乃木坂46齋藤飛鳥のFASHION BUZZ（2015年10月10日 - ）[207]
  - 色、とりどり
- 別冊カドカワ 総力特集 乃木坂46（2016年4月2日 - 、KADOKAWA）描きおろしエッセイ[208]
- MEN'S NON-NO（2018年1月10日 - 2023年5月9日、集英社）
  - 乃木坂46 齋藤飛鳥 モードとデート[209]（2018年1月10日 - 2019年11月9日）
  - 乃木坂46 齋藤飛鳥の2/her（ - 2023年5月9日）

## 受賞歴
2024年
- 第48回日本アカデミー賞 新人俳優賞（『【推しの子】-The Final Act-』）